# Morganit
Morganit, chemický vzorec Be3Al2(SiO3)6 – křemičitan triberylnato-dihlinitý, patří stejně jako smaragd a akvamarín mezi beryly. Poprvé byl identifikován v roce 1910 a v následujícím roce byl Georgem F. Kunzem pojmenován po známém finančníkovi, bankéři a vášnivém sběrateli drahokamů J. P. Morganovi.
Barevně variuje od růžové po purpurovo-růžovou, proto se mu také někdy říká růžový smaragd. Mezi obvyklé odstíny patří bledě růžová, fialová, lososová nebo broskvová. Růžové zbarvení způsobuje přítomnost manganových nebo cesiových kationtů.

## Vlastnosti
- Fyzikální vlastnosti: tvrdost na Mohsově škále: 7,5 – 8; hustota: 2,71 – 2,9 g/cm³
- Optické vlastnosti: barva od růžové a růžovopurpurové po broskvovou a lososovou; lesk sklený; průhlednost: průhledný, vryp: bílý[2]

## Využití
Morganit se využívá především ve špekařském průmyslu, kde se hledí na jeho barvu, čistotu, brus a karátovou hmotnost. Nejpopulárnější jsou růžové a růžovofialové morganity. Oblíbené jsou ale i ty broskvové a lososové, neboť mnozí šperkaři považují neupravené kameny v těchto barvách za cennější než ty, jejichž dokonalá barva vznikla umělou úpravou. Skoro všechny morganity vynikají jemnými pastelovými barvami. Větší drahokamy se vyznačují výraznějšími a sytějšími odstíny. K nejžádanějším barvám patří čistě růžová a zřídka se objevují i fialovorůžové madagaskarské morganity, které patří k nejvzácnějším, neboť jejich ložiska jsou už vytěžená. Morganit zpravidla nemá pouhým okem viditelné inkluze a zaujme jedinečnou čistotou. Inkluze jsou proto vzácné, většinou tekuté nebo dvoufázové. Inkluze u morganitu připomínají buď duté, nebo tekutinou naplněné jehly nebo otisky prstů. Vzhledem k řídké přítomnosti viditelných inkluzí neztrácí morganity „zdobené“ drobnými jehličkami, které evokují surové hedvábí, na hodnotě a sběratelé i zlatníci je často vyhledávají. Ne zcela průsvitné drahokamy se často vyřezávají nebo brousí jako kabošony. Morganit vyniká zřetelným pleochroismem – od bledých po syté modrorůžové odstíny – a musí se proto při brusu pečlivě orientovat. Výrazné barvy nejsou pro tento kámen typické, proto je třeba mít drahokamy poměrně velké, aby klenotníci při broušení dosáhli nejlepšího vzhledu kamene. Morganit se brousí do všech standardních tvarů (především jako oval, cushion, emerald, pear a marquise), ale objevují se i unikátní a neobvyklé designy.

## Výskyt
Morganit se po svém objevení na konci 19. století začal těžit na Madagaskaru a odtamtud pochází především růžově zbarvené kameny. Významná naleziště se nachází v Brazílii, která vyváží především do broskvova zbarvené drahokamy. Doly jsou rovněž v Číně, Mosambiku, Afghánistánu, Rusku, Zimbabwe a Spojených státech (Kalifornie a Maine). Broušením pastelově zbarvených morganitů proslulo především Thajsko.

## Podobné minerály
Morganit patří do významné skupiny berylů. Bazzit a pezzottait jsou s morganitem vzhledově zaměnitelné, ale gemologicky se přímo mezi beryly neřadí.